# オンパロス

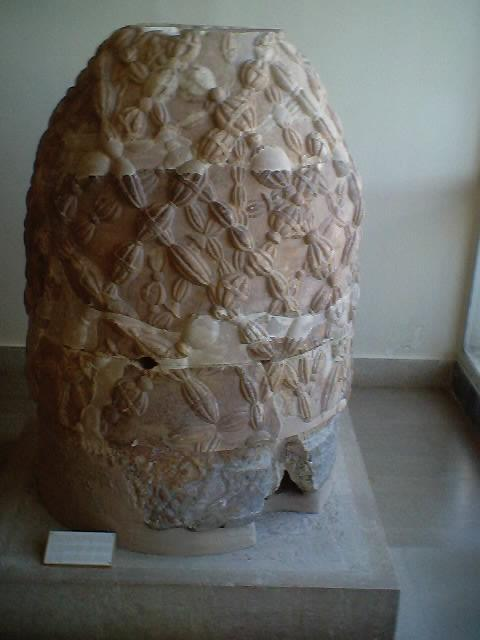
デルポイのオンパロス

オンパロス（ギリシア語: Oμφαλός、オンファロスとも）は古代の宗教的な石の遺物、または礼拝所である。オンパロスはギリシア語で「へそ」を意味する（オムパレーと同様）。ギリシア神話によれば、ゼウスが2羽の鷲を放ち、2羽は世界を横切って飛んで、世界の中心で出会ったという。オンパロスはこの位置を示すものとして、地中海各地に立てられていたが、デルポイの信託所のものが最も有名であった。なお、植物のムラサキ科のルリソウ属の学名がOmphalodesである。